# 藍太陽魚
藍太陽魚（Lepomis cyanellus）也称绿太阳鱼（英語：green sunfish），太陽魚屬的一種淡水魚。

## 分布
本魚分布於北美洲五大湖區至墨西哥間的溪流及湖泊中。

## 特徵

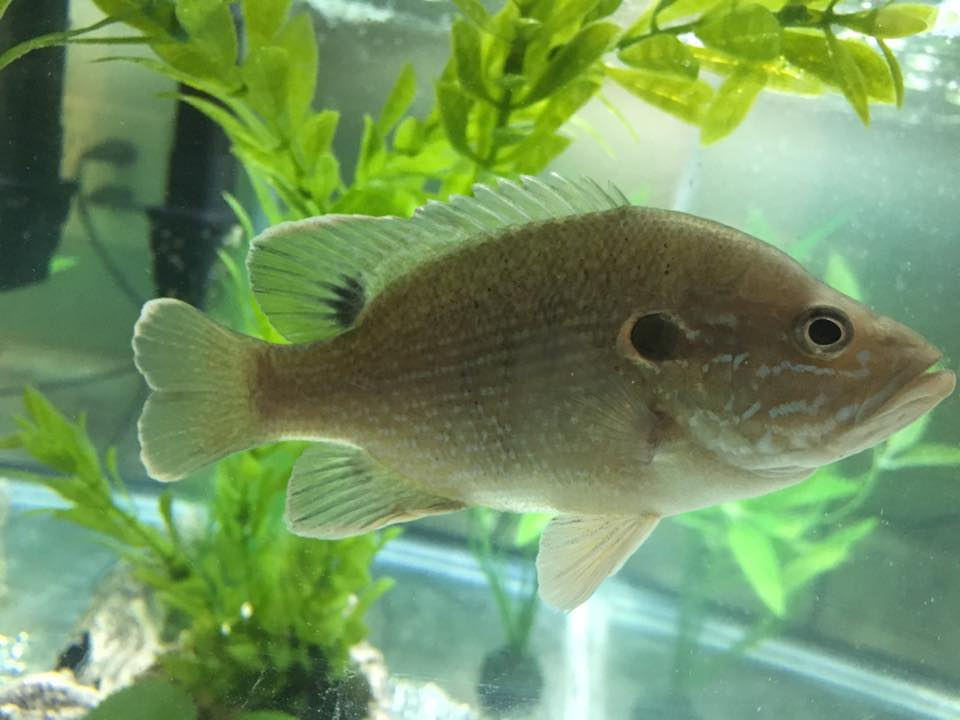
成魚

本魚體健壯，為棕色。有許多條紋，斑紋在成魚身上更明顯。頭大，上有一條寶藍色條紋。耳蓋為黑色，有黃色或橘黃色邊緣。體長可達31公分。

## 生態
本魚棲息於緩動性溪流的靜止池水、湖泊與池塘。常在植物的附近出現，屬肉食性，稚魚以水生昆蟲與小型甲殼類動物為食。

## 經濟利用
為著名的遊釣魚，可食用或觀賞，另為重要的養殖魚種。